# Gamones (kommunhuvudort)
Gamones är en kommunhuvudort i Spanien.   Den ligger i provinsen Provincia de Zamora och regionen Kastilien och Leon, i den nordvästra delen av landet, 240 km nordväst om huvudstaden Madrid. Gamones ligger 753 meter över havet och antalet invånare är 105.
Terrängen runt Gamones är huvudsakligen platt, men västerut är den kuperad. Runt Gamones är det mycket glesbefolkat, med 6 invånare per kvadratkilometer. Närmaste större samhälle är Bermillo de Sayago, 12,4 km söder om Gamones. Trakten runt Gamones består i huvudsak av gräsmarker.